# لويز كارلوس ماتشادو جونيور
لويز كارلوس ماتشادو جونيور هو لاعب كرة قدم برازيلي في مركز الهجوم، ولد في 5 يونيو 1979 في فيلا فاليا في البرازيل. لعب مع أتلتيكو مينيرو ونادي بوتافوغو اس بي ونادي ريو برانكو ونادي غيلانغ إنترناشونال ونادي فيروفياريا.